# Beringen (Belgien)
Beringen (limburgisch Berringe) ist eine Gemeinde in Belgien, in den Kempen der Provinz Limburg.

## Orte
Zur Gemeinde Beringen zählt die Stadt gleichen Namens, wo sich auch die Gemeindeverwaltung befindet, und weiter noch die Dörfer Koersel, Paal, Beverlo und Beringen, und einige kleinere Ortschaften.

## Lage und Wirtschaft
Die Stadt liegt in der Region Kempen am „Steinkohleplateau“. Im 19. Jahrhundert wurde nordöstlich der Truppenübungsplatz Kamp van Beverlo eingerichtet. Von 1901 bis 1989 wurde in dieser Region, und auch in Beringen, die Steinkohle in großen Bergwerken abgebaut. Nachbargemeinde ist u. a. Heusden-Zolder. Die Stadt liegt 18 km nordwestlich von Hasselt an der Autobahn 13 (Antwerpen – Lüttich).
Nach der Schließung der Kohlezechen wurden andere, kleinere, Industrie- und Handelsbetriebe herangezogen; etwa ein Drittel der Berufsbevölkerung arbeitet jetzt in der Industrie, etwas mehr als die Hälfte im Handels- und Dienstleistungssektor.

## Geschichte
Eine Siedlung von einem gewissen Bero wurde schon 1120 bezeugt. Die Stadt Beringen gehörte im Mittelalter bald zur Grafschaft Loon (Hauptstadt Borgloon), bald zum Hochstift Lüttich. Beringen erhielt 1239 ein Stadtrecht nach Lütticher Muster. Im 19. Jahrhundert wurden die Wälle, Türme und Tore der Stadt geschleift. Der Steinkohlenbergbau machte aus ihr eine Industriestadt. Das Flämische Bergbaumuseum, ein Ankerpunkt der Europäischen Route der Industriekultur (ERIH), erzählt die Bergbaugeschichte der Stadt.

## Politik

### Stadtrat
- PVDA: 0
- Vooruit: 5
- Groen: 0
- CD&V: 14
- Open VLD: 2
- N-VA: 9
- VB: 5

Nach der Wahl wurde eine Koalition aus CD&V und NVA. Sie kommen zusammen auf 23 der 35 Sitze.
- PVDA: 0
- Vooruit: 46
- Groen: 2
- CD&V: 57
- Open VLD: 16
- N-VA: 25
- VB: 27

## Persönlichkeiten
- Alfons Peeters (1943–2015), Fußballspieler
- Walter De Greef (* 1957), Fußball-Nationalspieler